# フレスコ (スーパーマーケット)
フレスコは、京都府京都市下京区に本社を置く株式会社ハートフレンドが運営するスーパーマーケット。日本スーパーマーケット協会（JSA）の会員企業である。

## 沿革
- 1987年（昭和62年）3月：勧修公設小売市場の空き店舗対策として発足。
- 1992年（平成4年）7月：第一号店となる勧修店を開店。
- 2008年（平成20年）9月：本部を移転。
- 2017年（平成29年）11月：ユニーの子会社・ピアゴ関東の全株式を買収、株式会社フレスコ関東を設立[5]。

## 店舗

### 店舗ブランド
- フレスコ
- フレスコプチ - 小型店舗。
- フレスコミニ - 小型店舗。
- フレスコにっさん - 右京区に1店舗（太秦店）。
- フレスコスマイル - 伏見区に2店舗（藤森店・大手筋店）。
- コレモ - ディスカウントストア。
- フレスコベンガベンガ - 関東地区で展開（6店舗）。

### 閉店した店舗

#### 京都府
- 生鮮館店（1996年2月開店、2002年10月閉店）
- 高の原桜が丘店（2010年8月開店、2013年9月閉店）
- 三室戸店（2012年5月開店、2013年9月閉店）

#### 大阪府
- 赤川店（2005年11月開店、2007年2月閉店）
- 北久宝寺店（2005年11月開店、2011年10月閉店）[6]
- 都島店（2005年12月開店、2016年2月閉店）
- 寺方店（2003年12月開店、2020年4月閉店）
- 招提店（2009年9月開店、2020年7月閉店）[7]
- 布施店（2021年1月開店、2021年10月閉店）[8]
- 豊中店（2019年11月開店、2021年11月閉店）[9]
- 豊中服部店（2021年10月開店、2023年7月閉店）[10]
- 今城店（2012年6月開店、2024年4月閉店）[11]
- 山田西店（2014年7月開店、2024年5月閉店）[12]
- 駒川店（2013年7月開店、2024年11月閉店）[13]

#### 兵庫県
- 富松店（2005年6月開店、2006年8月閉店）

#### 滋賀県
- 草津店（2012年7月開店、2013年8月閉店）
- 野路店（2016年11月9日開店、2018年12月31日[14]閉店）

## ギャラリー

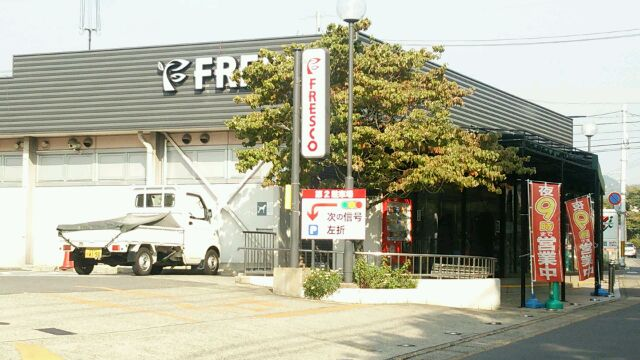
フレスコ勧修店（1号店、京都市山科区）
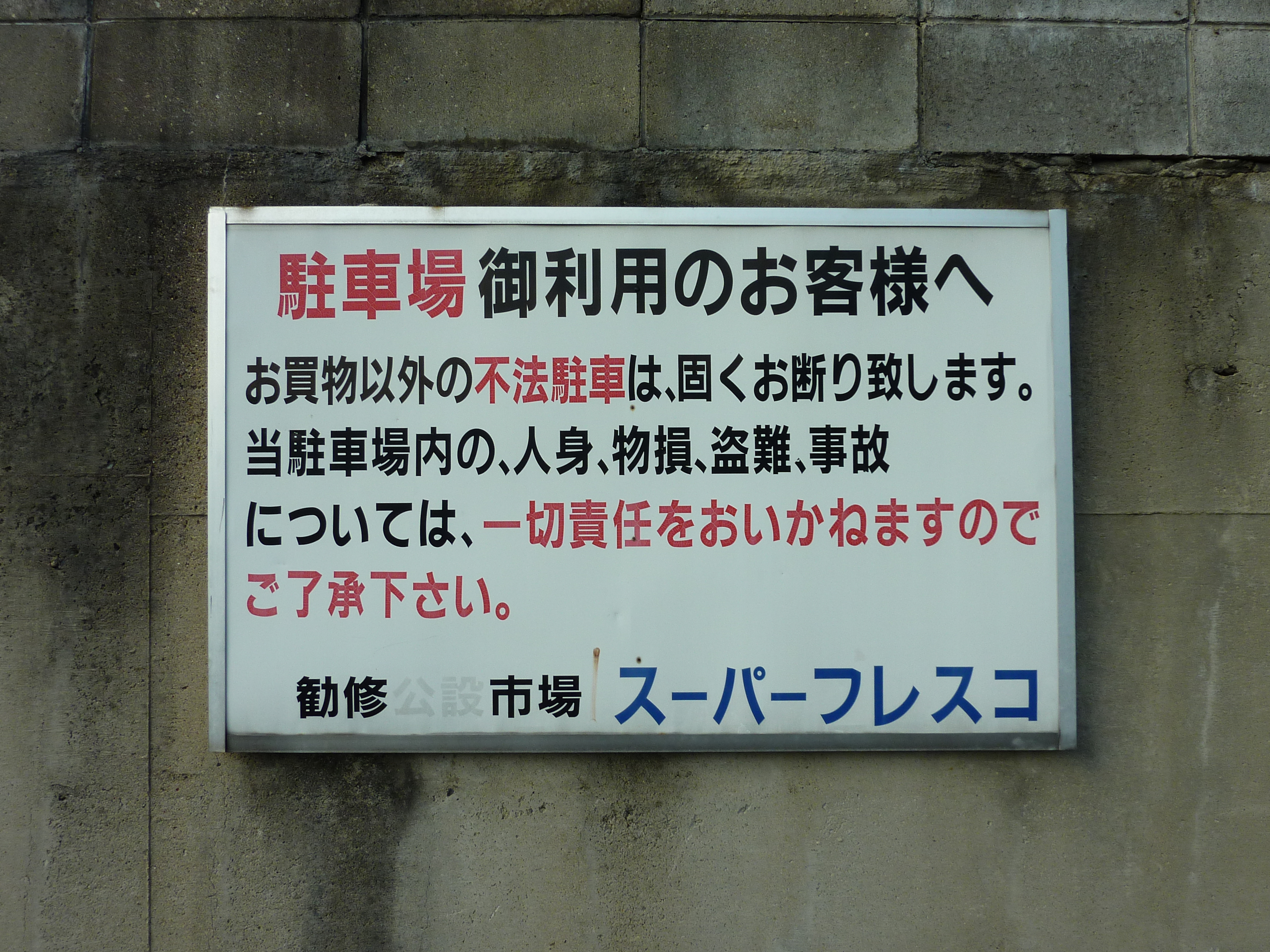
フレスコ勧修店の駐車場にある看板。「勧修公設市場」の「公設」を消した跡が残っている。
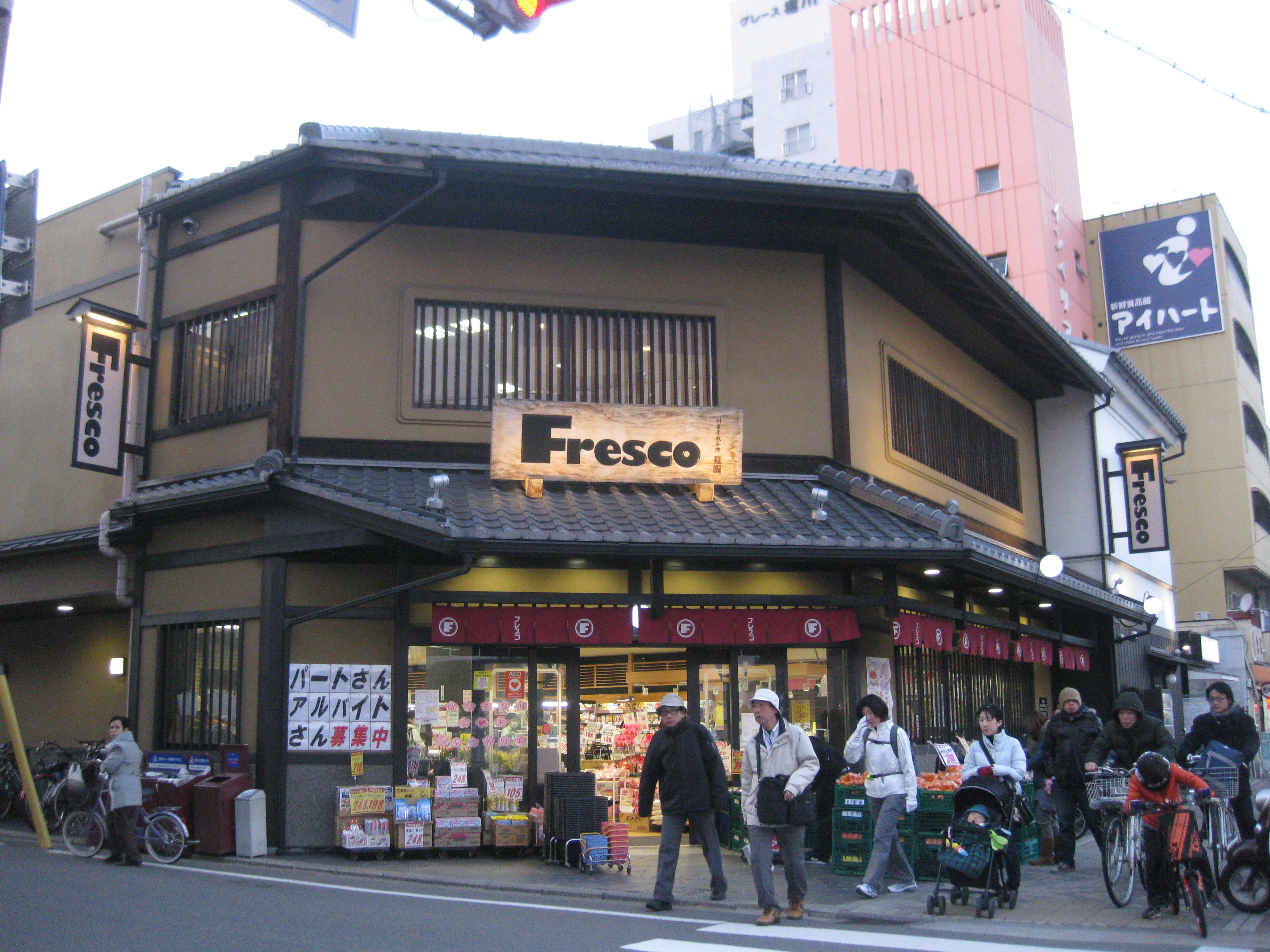
フレスコ堀川店（京都市上京区）。京町家風の外観になっている。
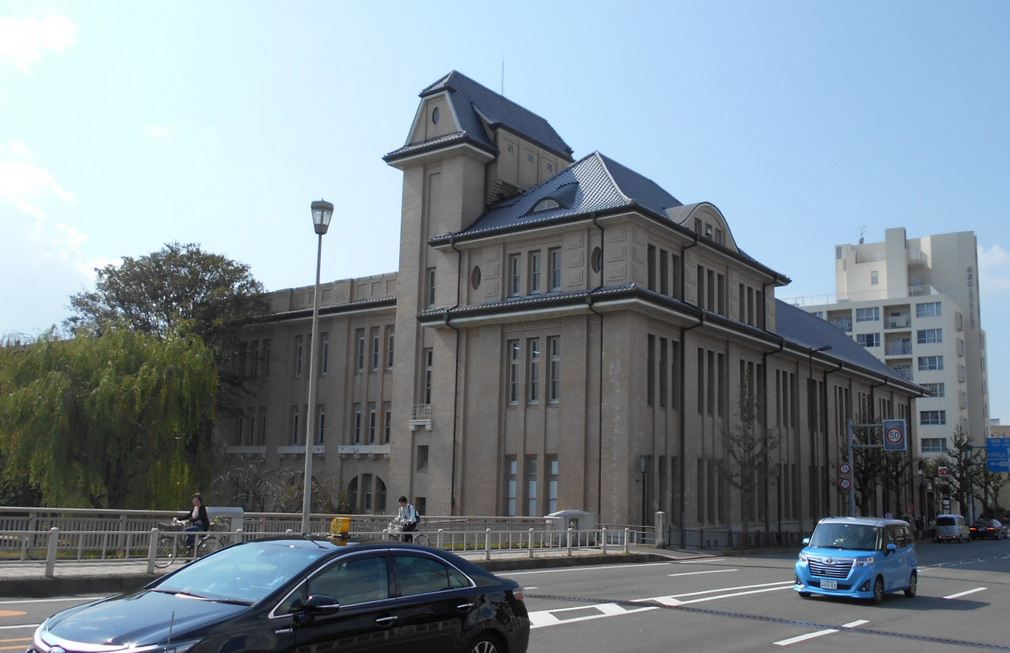
フレスコ河原町丸太町店（旧京都中央電話局上分局の建築を利用）
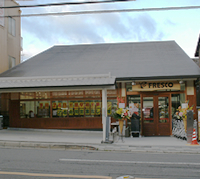
フレスコ東山安井店（京都市東山区）の外観
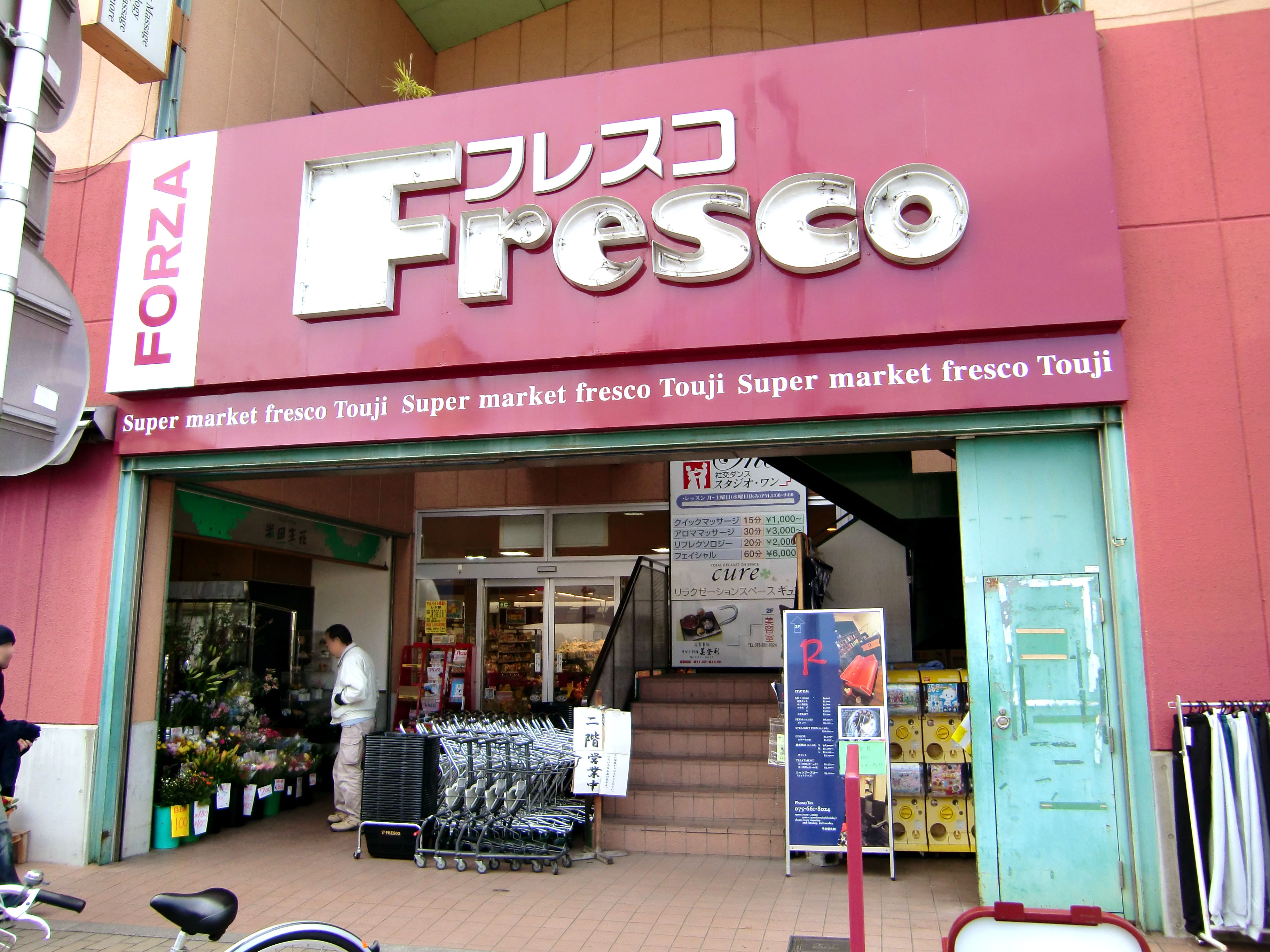
フレスコ東寺店（京都市南区）の外観

## 不祥事
山崎店と上牧店の2店舗で2021年（令和3年）1月から2023年（令和5年）8月にかけて販売していたミンチ肉について「国産」と表示していたにもかかわらず、実際にはカナダ産やアメリカ産の肉が混じっていたことが、2023年（令和5年）9月に判明した。問題のミンチ肉は山崎店で加工したものだったが、同店の精肉担当者が「忙しいときに手間を省いた」として、マニュアルに反する形で国産と外国産とを分けずに同じ容器に入れて加工したことが原因とみられる。運営会社のハートフレンドは食品表示法に抵触する行為であるとして、同年9月6日に農林水産省近畿農政局に報告を行った。